# Mediji v Srbiji
Mediji v Srbiji se nanašajo na množične medije s sedežem v Srbiji. Televizijo, revije in časopise upravljajo tako državne kot profitne družbe, ki so odvisne od oglaševanja, naročnin in drugih prihodkov, povezanih s prodajo. Ustava Republike Srbije zagotavlja svobodo govora.  
Medijski sistem Srbije je v fazi preoblikovanja, ki je še opisan za »počasnega, nepovezanega in nepopolnega«. Po mnenju Evropskega novinarskega centra »demokratizacija medijskega sistema ni uspela postati dejavnik demokratizacije družbe kot celote, kar je bilo široko upanje v letu 2000 na podlagi dosežkov desetletnega boja proti medijski represiji v Miloševićevem režimu.« Srbija se uvršča na 93. mesto od 180 držav v poročilu o indeksu svobode tiska za leto 2020, ki ga sestavijo Revije brez meja.